# Association sportive de Talange
L'Association sportive de Talange est un club de football basé à Talange, dans le département de la Moselle.

## Histoire
Le club est issu de la fusion entre l'US Talange et l'ASI Talange en 1930.
Patrick Battiston fait ses débuts dans le football à l'AS Talange et y joue jusqu'en 1973.

### Saisons notables
Le club rejoint la Division d'Honneur Lorraine lors de la saison 1966-1967. Il termine deuxième en 1969-1970 et se qualifie pour la Division 3 (équivalent actuel du National). 
À deux reprises, Talange retourne en Division 4 (1974 et 1978), et repart à chaque fois en Division 3 l'année suivante. C'est finalement au terme de la saison 1982-1983 que le club descend définitivement, d'abord en Division 4 où il se maintient un an, puis en DH et enfin retombe en ligue régionale au terme de la saison 1985-1986, où il évolue depuis.

## Entraîneurs
- 1967-1971 :  Marcel Husson
- 2008-2009 :  Carmelo Micciche

## Palmarès
- Champion de Lorraine : 1974
- Coupe de Lorraine : 1974
- Champion de Promotion/DHR : 1966, 1991
- Coupe de France : 32e de finale (1963)